# Пиямараду
Пиямараду (Пияма-Раду, хетт. Piyamaraduš) — военачальник, упоминаемый в хеттских документах середины и конца XIII века до н. э. Как союзник Аххиявы, он возглавлял или поддерживал восстания против Хеттской империи в Западной Анатолии. Его история представляет особый интерес, поскольку область его деятельности могла включать Вилусу, что предполагает потенциальную связь с мифом о Троянской войне.

## Значение имени
Имя, по-видимому, является составным с лувийским piyama «дар» в качестве первой части. Засвидетельствованы и другие лувийские имена, содержащие то же слово, например, Пияма-Курунта.
Вторая часть слова ранее считалась неизвестным теонимом *Radu, но поскольку лувийские слова не начинаются с r-, это должно быть aradu, что может быть существительным, означающим «преданный», происходящим от *arada- 'религиозная община (vel sim.)', которое в свою очередь происходит от *ara- 'соратник' (ср. хетт. ara- 'то же') .

## Личность и подвиги
Ренегатская деятельность Пиямараду примечательна своей продолжительностью, охватывая по крайней мере 35 лет, в течение которых он представлял значительную угрозу для трех хеттских царей: Муваталли II, Хаттусили III и Тудхалия IV.
Некоторые учёные предполагают, что Пиямараду был законным наследником Ухха-Зити, предыдущего царя Арцавы, который был свергнут хеттским царем Мурсили II; возможно, он был сыном Пияма-Курунты, сына Ухха-Зити. Однако Пиямараду нигде не упоминается как принц, и Брайс и Соммерс предпочитают описывать его как «мятежного хеттского сановника». Его нападения и набеги в Западной Анатолии на вассальные государства хеттов Арцава, Сеха, Лазпа (Лесбос) и Вилуса (Троя) были интерпретированы как попытка восстановить его собственные династические претензии. Вероятно, он одновременно обратился к Великому царю Хатти с просьбой принять его в качестве вассального царя хеттов.
Когда его заявление было отклонено, он восстал, и Великий царь Хатти подавил его через посредничество доверенного вассала, Манапы-Тархунты. Пиямараду обратился за поддержкой к великому царю Аххиявы (Ахайя, то есть Микенская цивилизация) и выдал свою дочь замуж за Атпу, вассального правителя Миллаванды (Милета).
Поскольку он заключил союз с великим царем Аххиявы против великого царя Хатти, хеттские архивы называют Пиямараду «смутьяном», «авантюристом», «флибустьером» или «наёмником», хотя он мог считать себя просто отстаивающим свои собственные (наследственные?) права. Выдающиеся подвиги в записях, вместе с его именем и притязаниями, делают его династическое происхождение правдоподобным, но всё ещё полностью спекулятивным.

## Отождествление с гомеровскими персонажами
Предполагается, что Пиямараду соответствует архетипу, воплощенному в эпическом/легендарном Приаме Троянском в «Илиаде». Константинос Копаниас также предполагает, что греческая устная традиция, вспоминающая подвиги Пиямараду, послужила основой для более поздних историй об Ахилле в Эпическом цикле .

## Хеттские архивы
Соответствующая хеттская архивная переписка, ссылающаяся на него, включает:
- Письмо Манапы-Тархунты «… печально известный местный смутьян по имени Пиямараду терзает Вилусию, землю федерации Ассува, слабо связанную с Хеттской империей. Хеттский царь, по-видимому, приказал Манапе-Тархунде самому изгнать Пиямараду, но попытка Манапы-Тархунды провалилась, поэтому теперь для решения проблемы отправляются хеттские войска».
- Письмо Тавагалавы «Это письмо было бы более уместно назвать „письмом Пиямы-Раду“».
- Письмо Милаваты «Как и письмо Тавагалавы, а также письмо Манапы-Тархунты, письмо Милаваты упоминает печально известного авантюриста Пияму-Раду; но как фигуру прошлого».
- Письмо царя Хатти (Хаттусили III?) другому великому царю. Включает ссылку на Пиямараду вместе с царем Аххиявы, но текст слишком фрагментарен для толкования[9].
- Молитва обетования Пудухепы, супруги Хаттусили III и главной жрицы. Датированная серединой тринадцатого века до н. э., Пудухепа отправилась к морю, чтобы сделать подношение в обмен на вмешательство морского бога в поимку Пиямараду. Обращается еще к одному богу, но ссылка на имя бога фрагментарна[10].